# Још увек те волим
Још увек те волим је дванаести студијски албум фолк певачице Мире Шкорић, издат 2003. године за Гранд продакшн.Пратеће вокале певале су Ана Бекута, Александра Радовић, Леонтина и Соња Митровић Хани, док је продуцент био Александар Фута Радуловић.

## Списак песама
| №  | Назив               | Текст                     | Музика           | Трајање |  |
| 1. | Још увек те волим   | Бане Опачић               | Миша Мијатовић   |         |  |
| 2. | Лак је камен        | Бане Опачић               | Бане Опачић      |         |  |
| 3. | Од пораза до победе | Марина Туцаковић          | Жељко Јоксимовић |         |  |
| 4. | Станите сузе        | Бане Опачић               | Бане Опачић      |         |  |
| 5. | Мотор мали          | Бане Опачић               | Бане Опачић      |         |  |
| 6. | Она пије            | Марина Туцаковић          | Р. Марковић      |         |  |
| 7. | Казна               | Миша Мијатовић            | Миша Мијатовић   |         |  |
| 8. | Поклањам се         | Никола Грбић (композитор) | Никола Грбић     |         |  |
| 9. | Има дана            | Бане Опачић               | Бане Опачић      |         |  |